# Station Bergholz
Station Bergholz was een spoorwegstation in de Duitse plaats Nuthetal.  Het station werd in 1956 geopend en in 1998 gesloten. 